# Arroyo Valmuza
El arroyo Valmuza es un curso de agua del interior de la península ibérica, afluente del río Tormes. Discurre por la provincia de Salamanca.

## Curso
El río, que discurre por la provincia española de Salamanca, nace en las sierras de Carrascal del Asno y Bernoy. Sus aguas, que a mediados del siglo XIX criaban cangrejos, sardas, tencas, barbos y anguilas, son escasas hasta llegar a El Tornadizo, donde recoge las de otro arroyo procedente del término de San Pedro de Rozados. Fluye de sur a norte hasta arribar a San Julián de Valmuza, donde toma camino de la comarca de Ledesma, y acaba desembocando en el río Tormes. Aparece descrito en el decimoquinto volumen del Diccionario geográfico-estadístico-histórico de España y sus posesiones de Ultramar de Pascual Madoz con las siguientes palabras:

VALMUZA: r. que tiene su orígen al N. de Navagallega en las sierras de Carrascal del Asno y Berney, en la prov. y part. jud. de Salamanca. En un principio lleva poca agua hasta llegar á Tornadizos, que se le une un arroyo procedente del térm. de San Pedro de Rozados; juntos corren en direccion de S. á N. hasta llgar á San Julian de Valmuza, en donde se inclina al NO. hasta llegar al part. de Ledesma, en el cual y por mas arriba de Contienza confluye en el r. Tormes. Su curso es periódico, pues deja de correr en los meses de calor. Tiene 2 puentes de piedra; uno que se denomina de la Calzadilla y el otro de Miranda. El primero consta de 7 ojos muy bien conservado, y el otro de 4 en buen estado. En sus márg. hay algunos molinos harineros, y sus aguas crian cangrejos, sardas, tencas, barbos y anguilas.
(Madoz, 1849, p. 487)